# Альянс (катер)
«Альянс» — серия катеров со сварным корпусом из алюминиево-магниевого сплава. 
С 2002 года катера изготавливаются в ГУ НПО «Спецтехника и связь» по проектам конструкторов Бориса Ершова и Вячеслава Крикунова.

### Альянс-2
«Альянс-2» — вариант катера с полурубкой. Борта катера двойные, запененные двухкомпонентным пенополиуретаном, что обеспечивает катеру непотопляемость в соответствии с ГОСТ 19105-79. Катер рассчитан под установку подвесного двигателя мощностью до 150 л.с. Категория плавания — "О" (ограничение по волне до 1,2 м).
| Технические характеристики   | Показатели                 |
| ---------------------------- | -------------------------- |
| Длина наибольшая, м          | 5,8                        |
| Ширина наибольшая, м         | 2,2                        |
| Высота борта, м              | 0,95                       |
| Масса корпуса, кг            | 650                        |
| Килеватость на транце, град. | 20                         |
| Запас топлива, л             | 130                        |
| Пассажировместимость, чел.   | 5                          |
| Материал корпуса             | Алюминиево-магниевый сплав |

### Альянс-8,5
«Альянс-8,5» — быстроходный глиссирующий катер с корпусом и рубкой из лёгкого сплава и надувным бортовым баллоном, разделённым на 11 независимых секций. Катер рассчитан под установку подвесных двигателей суммарной мощностью 500 л.с. Катер предназначен для оперативной доставки спецподразделений к месту проведения операций или груза при выполнении десантных, патрульных, инспекционных, поисково-спасательных задач.
| Технические характеристики                                      | Показатели  |
| --------------------------------------------------------------- | ----------- |
| Длина (по металлическому корпусу), м                            | 8,5         |
| Длина габаритная (по баллону), м                                | 9,25        |
| Ширина (по корпусу), м                                          | 2,55        |
| Ширина габаритная (по баллону), м                               | 3,48        |
| Высота борта, м                                                 | 1,2         |
| Допустимая высота волны, м                                      | 1,3         |
| Масса катера (порожнём без двигателя, пассажиров и топлива), кг | 2100        |
| Водоизмещение полное, кг                                        | 4000        |
| Пассажировместимость (включая водителя), чел.                   | 10          |
| Максимальная скорость, км/час                                   | 90          |
| Крейсерская скорость, км/час                                    | 70          |
| Объём топливных баков, л                                        | 540 (270х2) |
| Запас хода на крейсерской скорости, час                         | 4,5         |